# Danner
Danner az Amerikai Egyesült Államok északnyugati részén, Oregon állam Malheur megyéjében, a U.S. Route 95 mentén elhelyezkedő önkormányzat nélküli település.

## Története
Dannerben van a Lewis–Clark-expedíció legfiatalabb résztvevője, Jean Baptiste Charbonneau sírhelye, amelyet Kirt és Johanna Skinner tártak fel, 1973-ban pedig bekerült a történelmi helyek jegyzékébe. A sír Inskip Station közelében fekszik, ahol egykor postakocsi-megálló volt.
Harley J. Hooker megalapította Ruby Townsite települést; amikor 1910-ben öntözőrendszer kiépítésébe kezdtek, holdanként 1,25 dollárért értékesítette a területet. A sivatagos éghajlat miatt a remélt terményhozam elmaradt. Hooker halála után lakóházát közösségi térként használták, azonban később veszélyesnek ítélték és elbontották.
A település nevét John H. Danner telepesről kapta; mivel a posta a névegyezőség miatt a Ruby nevet elutasította, a Denner elnevezés mellett döntöttek. A postahivatal 1942-ig működött.
Az 1930-as években Jesse Anderson dán bevándorló által üzemeltetett bolt Inskip Station közelében ma is áll.

## Éghajlat
A település éghajlata félszáraz (a Köppen-skála szerint BSk).
| Hónap                                   | Jan.  | Feb.  | Már.  | Ápr.  | Máj.  | Jún. | Júl. | Aug. | Szep. | Okt.  | Nov.  | Dec.  | Év    |
| --------------------------------------- | ----- | ----- | ----- | ----- | ----- | ---- | ---- | ---- | ----- | ----- | ----- | ----- | ----- |
| Rekord max. hőmérséklet (°C)            | 17,0  | 21,0  | 26,0  | 31,0  | 37,0  | 41,0 | 43,0 | 41,0 | 40,0  | 34,0  | 26,0  | 19,0  | 43,0  |
| Átlagos max. hőmérséklet (°C)           | 3,0   | 6,6   | 10,9  | 15,9  | 21,0  | 26,0 | 31,8 | 31,2 | 25,8  | 19,0  | 9,9   | 4,6   | 17,2  |
| Átlagos min. hőmérséklet (°C)           | −9,0  | −6,4  | −4,1  | −1,5  | 2,2   | 6,0  | 8,8  | 7,3  | 2,6   | −2,0  | −5,7  | −8,1  | −0,8  |
| Rekord min. hőmérséklet (°C)            | −47,0 | −43,0 | −24,0 | −12,0 | −12,0 | −5,0 | −6,0 | −7,0 | −12,0 | −20,0 | −32,0 | −38,0 | −47,0 |
| Átl. csapadékmennyiség (mm)             | 34    | 26    | 27    | 27    | 33    | 28   | 9    | 9    | 17    | 22    | 28    | 32    | 292   |
| Forrás: Western Regional Climate Center |       |       |       |       |       |      |      |      |       |       |       |       |       |

## Fordítás
- Ez a szócikk részben vagy egészben  a   Danner, Oregon című angol Wikipédia-szócikk ezen változatának fordításán alapul.  Az eredeti cikk szerkesztőit annak laptörténete sorolja fel. Ez a jelzés csupán a megfogalmazás eredetét és a szerzői jogokat jelzi, nem szolgál a cikkben szereplő információk forrásmegjelöléseként.